# جامعة روان - مدرسة الطب التقويمي
جامعة روان - مدرسة الطب التقويمي (بالإنجليزية: Rowan University School of Osteopathic Medicine)‏ هي إحدى الكليات لتدريس الطب في الولايات المتحدة الأمريكية. تقع في مدينة ستراتفورد في ولاية نيوجيرسي الأمريكية. نوع الشهادة الطبية التي يتم تحصيلها هناك هي دو.